# Benedict Calvert (4e baron Baltimore)
Benedict Leonard Calvert, 4e baron Baltimore (21 mars 1679 - 16 avril 1715) est un noble et homme politique anglais. Il est le deuxième fils de Charles Calvert (3e baron Baltimore) (1637-1715) de Jane Lowe, et devint l'héritier de son père à la mort de son frère aîné Cecil en 1681. Le 3e lord Baltimore est un fervent catholique romain et perd son titre de la province du Maryland peu de temps après les événements de la Glorieuse Révolution de 1688, qui conduisent les monarques protestants Guillaume III et Marie II au trône britannique. Benedict Calvert fait de gros efforts pour faire restaurer le titre de sa famille sur le Maryland en renonçant au catholicisme romain et en rejoignant l'Église anglicane.
En février 1715, à la mort de son père, Benedict devient le 4e baron de Baltimore. Il demande immédiatement au roi George Ier de rétablir le Maryland sous son contrôle. Cependant, avant que le roi ne puisse statuer sur la requête, il meurt à l'âge de 36 ans, survivant à son père de deux mois seulement. Peu de temps après, le roi rétablit le titre du Maryland sur le jeune fils de Charles Calvert (5e baron Baltimore).

## Petite enfance et exil
Il est gouverneur du Maryland au nom de son père de 1684 à 1688. Comme il n'a que 5 ans à l'époque, cette nomination est purement honorifique, le véritable travail de gouverneur étant assuré par son adjoint, Henry Darnall.
Comme pour son père, le catholicisme de Benedict lui cause des difficultés politiques. Encore enfant, il sert comme officier de cavalerie dans le régiment de James Cecil (4e comte de Salisbury). Salisbury est nommé gentilhomme de la chambre du roi catholique Jacques II en 1688. Il s'est dûment converti au catholicisme romain et sert le roi en tant que colonel d'un régiment de Cavalerie.
Malheureusement, le timing de Salisbury n'aurait pas pu être pire. Le roi est bientôt renversé par la Glorieuse Révolution d'octobre à décembre 1688 et Salisbury et Calvert sont interdits par le nouveau régime protestant. Le pire est à venir. Les événements qui suivent la glorieuse révolution coûtent également aux calvert catholiques leur domination sur le Maryland, devenu en 1688 une colonie royale à la suite d'une révolte des puritains connue sous le nom de « révolution protestante».
Le nom de Benedict Calvert est inscrit au Gray's Inn en 1690, mais encore une fois, sa religion s'avère un obstacle à sa carrière et il s’exile à St Germain, en France, où il reste 10 ans.

## Retour en Angleterre
En 1698, il réussit à obtenir un permis pour retourner en Angleterre et le 2 janvier 1699, il épouse Lady Charlotte Lee, âgée de 20 ans, fille d'Edward Lee (1er comte de Lichfield) et de Lady Charlotte FitzRoy qui est la fille illégitime du roi Charles II.
Le couple a sept enfants, tous élevés dans la religion catholique, mais l'union n'est pas heureuse et le couple se sépare en 1705. En 1711, Calvert demande le divorce de son épouse en raison de son "adultère ouvert", mais sans succès. Le divorce n'est pas accordé.

## Le Maryland

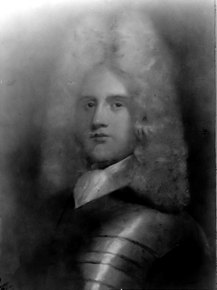
Benoît Leonard Calvert, 4e Baron Baltimore

Il estime que la question de la religion constitue le principal obstacle au rétablissement du titre de sa famille au Maryland. Vers la fin de 1713, il commence à faire des démarches auprès de Robert Harley, premier comte d'Oxford.
Il se convertit à l'anglicanisme en 1713, pariant que ce geste lui rende la fortune perdue de sa famille dans le Nouveau Monde. Une telle mesure audacieuse a toutefois un coût. Charles Calvert, 3e baron Baltimore, père de Benedict Léonard, profondément catholique, furieux de l'apostasie de son fils, retire son allocation annuelle de 450 £ et met fin à son soutien à l'éducation et à l'entretien de ses petits-enfants. Heureusement, Benedict Leonard réussit à convaincre la Couronne de lui accorder une indemnité de 300 £ par an. La reine Anne accepte même de nommer John Hart au poste de gouverneur de la province, à condition que Hart partage avec Calvert 500 £ par an de ses bénéfices du poste.
Pour Calvert, les avantages politiques associés à sa nouvelle religion sont rapides. Il est élu député de Harwich à la Chambre des communes de 1714 à 1715, bien qu'il ne figure sur aucune liste de vote et qu'il ne soit pas un membre actif.
Le 1er août 1714, la reine Anne meurt, laissant aux Calverts un nouveau roi et une nouvelle cour afin de déterminer le bien-fondé de la revendication de leur famille sur le Maryland.
Le 2 février 1715, Calvert réaffirme son attachement à la foi anglicane et proclame sa loyauté au nouveau roi protestant George Ier. Deux semaines plus tard, le vieux Lord Baltimore meurt à l'âge de 78 ans, et Benedict Léonard lui succède pour devenir le 4e baron Baltimore, demandant immédiatement au roi George Ier de restaurer le Maryland sous son contrôle. Cependant, avant que le roi ne puisse statuer sur la requête, Baltimore lui-même meurt, survivant à son père deux mois seulement. Peu de temps après, le 15 mai 1715, le roi rétablit le titre du Maryland pour le fils de Benedict Léonard, Charles Calvert (5e baron Baltimore).

## Famille
Calvert épouse le 2 janvier 1699 Charlotte Lee, fille d'Edward Lee (1er comte de Lichfield) et son épouse, Charlotte FitzRoy, fille illégitime de Charles II d'Angleterre par Barbara Palmer. Lui et sa femme ont sept enfants, dont:
- Charles Calvert (5e baron Baltimore), 18e Gouverneur du Maryland (29 septembre 1699 - 24 avril 1751), marié le 20 juillet 1730, Mary Janssen (décédée à Chaillot, Paris, le 25 mars 1770), fille de Sir Theodore Janssen, 1er baronnet, et épouse Williamza ou Williamsa Henley[2].
- Edward Henry Calvert (Epsom, 31 août 1701 - Annapolis, Calvert House, 1730), commissaire général et de président du Conseil du Maryland. Marié en 1726 à Margaret Lee (née en 1705), mais n’a pas d’enfant.
- Benedict Leonard Calvert (1700-1732), gouverneur de la colonie du Maryland de 1727 à 1731, nommé par son frère Charles Calvert, 5e baron de Baltimore. Son état de santé est médiocre et il meurt de tuberculose le 1er juin 1732 lors de son retour chez lui en Angleterre[2].
- Cecil Calvert (6 novembre 1702 - 1765)[2]
- Charlotte Calvert (née le 6 novembre 1702, décédée en décembre 1744), mariée à Thomas Brerewood, dont elle a un fils, Francis Brerewood. (Son beau-père, Thomas Brerewood, est propriétaire du manoir My Lady's Manor, dans le Maryland)[2]
- Jane Calvert (Epsom, 19 juillet 1703 - juillet 1778), mariée le 4 mai 1720 à John Hyde (1695-1746), avec qui elle a de nombreux enfants[2],[3],[4].
- Barbara Calvert (1704–1704)
- Anne Calvert[5]

## Héritage
Benedict Leonard Calvert fait en sorte que son fils Charles devienne protestant et, en 1721, le jeune Charles atteint l'âge adulte et prend le contrôle de la colonie du Maryland, qui reste sous le contrôle de la famille Calvert jusqu'en 1776. Cependant, Charles Calvert devrait, comme son père, adopter la religion anglicane pour conserver son autorité sur la province de sa famille. Le rêve de la famille Calvert d'un refuge pour les catholiques romains sur le continent américain est terminé et il faut une révolution américaine et le renversement du gouvernement propriétaire de Calvert pour rétablir la tolérance religieuse dans le Maryland.
Le portrait de Benedict Leonard Calvert, ainsi que ceux des autres barons de Baltimore, est toujours exposé à la bibliothèque libre Enoch Pratt de Baltimore, la ville qui porte son nom de famille.